# Superior-geral
Um superior-geral é o líder ou chefe de um instituto religioso na Igreja Católica Romana. O superior-geral, possui autoridade executiva suprema na ordem religiosa, enquanto que o capítulo geral tem autoridade legislativa.[carece de fontes?]
A figura do superior-geral surgiu pela primeira vez no século XIII, com o desenvolvimento do governo centralizado das Ordens Mendicantes. Os Frades Menores (Franciscanos) organizaram a sua comunidade sob um ministro-geral, e a Ordem dos Pregadores (Dominicanos) nomearam um mestre-geral.
Devido às restrições sobre mulheres religiosas, especialmente a obrigação de claustro para monjas, congregações femininas não foram, inicialmente, capazes de se organizar com suas próprias superioras-gerais. Em 1609, Mary Ward era a superiora-geral de um instituto religioso que imitava o modelo jesuíta, mas o instituto não era aceito pela Cúria Romana. Foi no século XIX que as congregações religiosas de mulheres foram capazes de se organizar com uma superiora-geral e esse papel agora é muito comum. Madre Teresa de Calcutá, por exemplo, foi a madre-geral das Missionárias da Caridade.[carece de fontes?]
No direito canônico, o termo genérico moderador supremo é usado em vez de superior-geral. Muitas ordens e congregações usam o seu título próprio para a pessoa que ocupa este cargo. Alguns exemplos são:
- Abade-geral
- Custos-geral
- Mestre-geral
- Ministro-geral
- Madre-geral
- Prior-geral
- Reitor-geral
- Diretor(a)-geral

Em muitos casos, existe um nível intermediário entre o superior-geral e os superiores dos mosteiros individuais ou de comunidades equivalentes, muitas vezes chamado de superior provincial.[carece de fontes?]